# Carlos Delía Larocca
Carlos César Delía Larocca (Concordia, 21 de enero de 1923—Buenos Aires, 6 de octubre de 2014) fue un jinete, militar, diplomático y directivo argentino. Participó en los Juegos Olímpicos de Múnich 1972, donde fue abanderado de la delegación argentina en la ceremonia de apertura.

## Biografía

### Carrera deportiva
Participó en los Juegos Olímpicos de Melbourne 1956 (con su caballo Discutido; aunque las pruebas hípicas se llevaron a cabo en Estocolmo, Suecia), Roma 1960 (con su caballo Huipil), Tokio 1964 (con su caballo Popin), México 1968 (con su caballo Scandale) y Múnich 1972 (con su caballo Cardón), en los eventos de salto mixto individual y de equipos. Su mejor desempeño fue en 1956 donde quedó en cuarto lugar en el evento de equipos, junto a Pedro Mayorga y Naldo Dasso, obteniendo un diploma olímpico. Mientras que en esa misma olímpica quedó octavo en el evento individual. En 1964 quedó en quinto lugar y en 1972 quedó octavo en los eventos de equipos. En ese último año fue el jinete argentino más longevo en participar en los juegos con 49 años y 226 días de edad.
Participó en dos ocasiones en el Campeonato Mundial de Saltos Ecuestres. En 1956, en el campeonato celebrado en Aquisgrán, Alemania, donde quedó en el cuarto puesto y en 1960 en Venecia, Italia, donde obtuvo una medalla de plata con su caballo Huipil.
Ganó dos medallas de plata en los Juegos Panamericanos de 1951 en Buenos Aires en los eventos individual y por equipos, y otra medalla de plata en los Juegos Panamericanos de 1963 en São Paulo, Brasil, junto al equipo argentino. También fue campeón argentino de salto de obstáculos en 1964, 1967 y 1971.
En 1980 recibió un diploma al mérito de la Fundación Konex por su trayectoria. Se ha desempeñado como presidente de la Federación Ecuestre Argentina y del Club Alemán de Equitación.

### Carrera militar
Además de su carrera deportiva, fue general del Ejército Argentino, embajador argentino en Bélgica y agregado militar en la embajada argentina en Estados Unidos y delegado ante la Junta Interamericana de Defensa, en 1974.
Como general de brigada, fue comandante del III Cuerpo de Ejército, precediendo a Luciano Menéndez, desde el 21 de enero de 1975 al 29 de septiembre de 1975, cuando pasó al comando General del Ejército. En octubre del mismo año se retiró voluntariamente. En su cargo participó en la dirección del Operativo Independencia en la provincia de Tucumán. En agosto de 2012, la Cámara Federal de Apelaciones de la provincia de Córdoba decidió procesar a D'Elía Larocca por crímenes de lesa humanidad a cuatro familiares de Mariano Pujadas, miembro de Montoneros. En total fue imputado por cinco privaciones ilegítimas de la libertad agravadas, cinco imposiciones de tormentos agravadas, cuatro homicidios calificados y una tentativa de homicidio calificado.
El general de brigada Carlos D'Elía Larocca falleció antes de que se emitiera sentencia en la megacausa en la que se encontraba siendo juzgado.

### Diplomático
| Predecesor: - | Embajador de Argentina en Bélgica | Sucesor: - |

## Palmarés internacional
| Juegos Panamericanos                   | Juegos Panamericanos      | Juegos Panamericanos | Juegos Panamericanos |
| Año                                    | Lugar                     | Medalla              | Categoría            |
| -------------------------------------- | ------------------------- | -------------------- | -------------------- |
| 1951                                   | Buenos Aires ( Argentina) | Medalla de plata     | Individual           |
| 1951                                   | Buenos Aires ( Argentina) | Medalla de plata     | Equipos              |
| 1963                                   | São Paulo ( Brasil)       | Medalla de plata     | Equipos              |
| Campeonato Mundial de Saltos Ecuestres |                           |                      |                      |
| Año                                    | Lugar                     | Medalla              | Categoría            |
| 1960                                   | Venecia ( Italia)         | Medalla de plata     | Individual           |